# Miles (Washington)
Miles az Amerikai Egyesült Államok északnyugati részén, Washington állam Lincoln megyéjében elhelyezkedő önkormányzat nélküli település.
Miles postahivatala 1881 és 1933, majd 1939 és 1962 között működött. A település névadója Nelson A. Miles telepes.

## Fordítás
- Ez a szócikk részben vagy egészben  a   Miles, Washington című angol Wikipédia-szócikk ezen változatának fordításán alapul.  Az eredeti cikk szerkesztőit annak laptörténete sorolja fel. Ez a jelzés csupán a megfogalmazás eredetét és a szerzői jogokat jelzi, nem szolgál a cikkben szereplő információk forrásmegjelöléseként.